# Eugen Fahrländer

Eugen Fahrländer

Eugen Fahrländer (* 5. August 1844 in Aarau; † 24. Dezember 1917 ebenda) war ein Schweizer Ingenieur und Oberstkorpskommandant.

## Leben
Eugen Fahrländer, Sohn des Arztes Adolf Fahrländer, erlangte 1862 an der Kantonsschule Aarau die Matura. Von Oktober 1862 bis August 1864 studierte er Ingenieurwissenschaften am Polytechnikum Zürich, wo er sich dem Corps Helvetia anschloss. Anschliessend wechselte er an die Technische Hochschule Karlsruhe, wo er das Studium als diplomierter Ingenieur abschloss.
Beruflich war Fahrländer im Eidgenössischen Topographischen Bureau in Bern tätig. Gleichzeitig schlug er die Offizierslaufbahn in der Schweizer Armee ein. 1874 wurde er zum Major befördert, 1885 zum Oberst. Von 1875 bis 1887 war er Generalstabsoffizier. Von 1888 bis 1891 kommandierte er die 16. Infanteriebrigade und von 1891 bis 1898 die 8. Division. Von 1898 bis 1909 war er im Nebenamt Oberstkorpskommandant des 2. Armeekorps.
Eugen Fahrländer war ein Enkel von Sebastian Fahrländer, ein Neffe von Karl Emanuel Fahrländer und ein Cousin von Karl Franz Sebastian Fahrländer. Er war verheiratet mit Betty Johannes, Tochter des Heinrich Johannes aus Bremen.